# Tour Hekla
Tour Hekla, früher auch Tour rose de Cherbourg genannt, ist der Name eines im Jahr 2022 fertiggestellten Wolkenkratzers im Pariser Vorort Puteaux in der Bürostadt La Défense.
Der Baubeginn erfolgte im Jahr 2018. Das Hochhaus wurde im Jahr 2022 fertiggestellt. Der Wolkenkratzer hat eine Nutzfläche von über 76.000 m², verteilt auf 51 Etagen. Er ist mit einer Höhe von 220 Metern das zweithöchste Gebäude in La Défense. Lediglich Tour First ist mit 231 Metern, 11 Meter höher als Tour Hekla. Da Tour Hekla jedoch auf einer Anhöhe errichtet wurde, hat der Büroturm einschließlich der Anhöhe eine Höhe von 252 Metern und dominiert die Skyline von La Défense und überragt damit auch Tour First. Im Zuge der Aufwertung des Secteur de la Rose de Cherbourg wurde nebenan zwischen 2016 und 2018 die 75 Meter hohe und 402 Appartements fassende Résidence Rose de Cherbourg errichtet.
Die Baukosten werden auf 248 Millionen Euro geschätzt.
Der Büroturm ist mit der Métrostation La Défense und dem Bahnhof La Défense an den öffentlichen Nahverkehr im Großraum Paris angebunden.

## Galerie

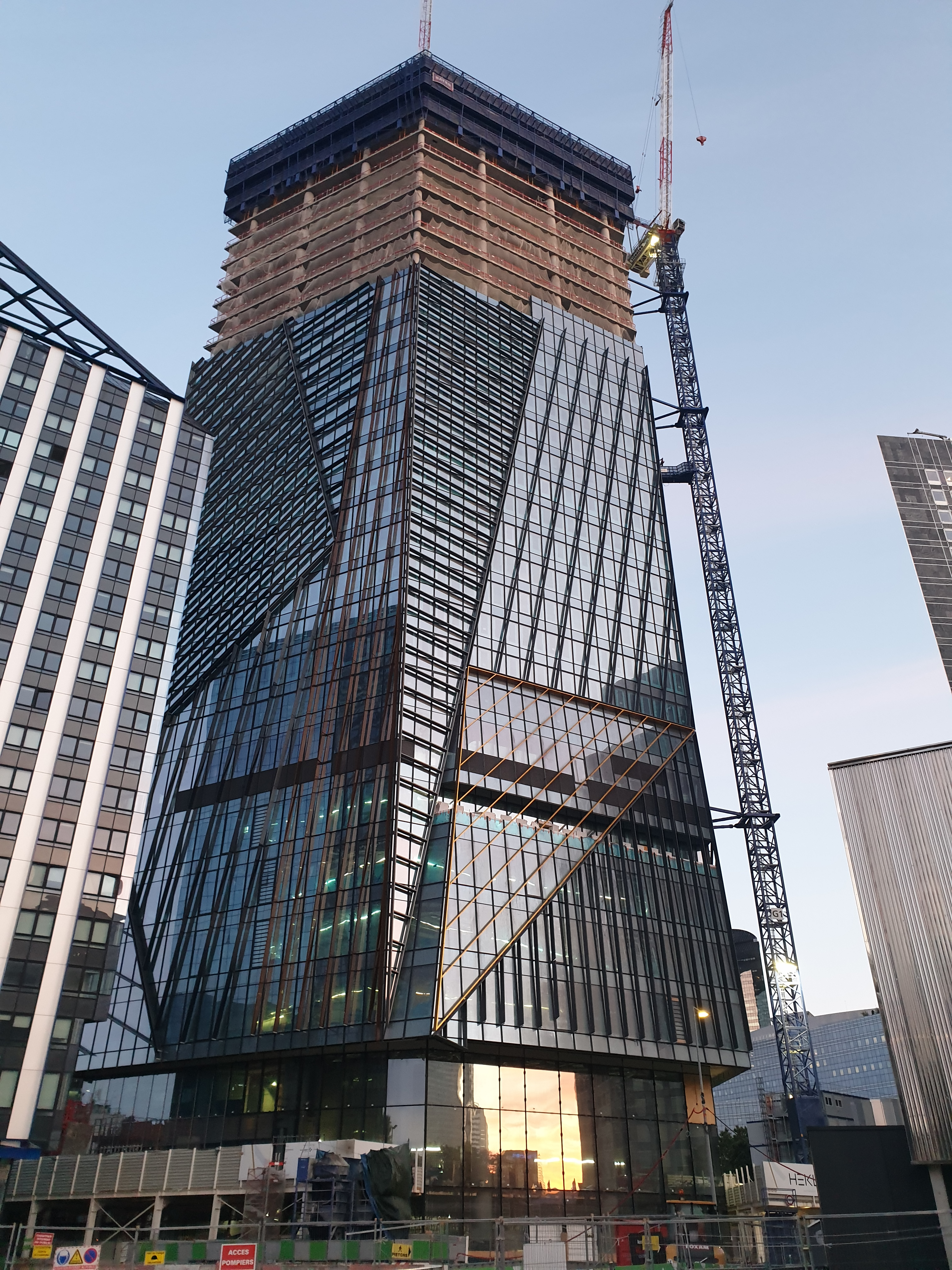
Tour Hekla im Bau im Juli 2021

Tour Hekla im Bau im September 2021

Tour Hekla im März 2024